# Hrabstwo Boyd (Nebraska)

Piramida wieku hrabstwa

Hrabstwo Boyd (ang. Boyd County) – hrabstwo w stanie Nebraska w Stanach Zjednoczonych. W roku 2010 liczba mieszkańców wyniosła 2099. Stolicą jest Butte.

## Geografia
Całkowita powierzchnia wynosi 1410,2 km² z czego woda stanowi 11,9 km².

### Wioski
- Anoka
- Butte
- Bristow
- Gross
- Lynch
- Monowi
- Naper
- Spencer

### Sąsiednie hrabstwa
- Hrabstwo Charles Mix (Dakota Południowa) - północ
- Hrabstwo Knox - południowy wschód
- Hrabstwo Holt - południe
- Hrabstwo Rock - południowy zachód
- Hrabstwo Keya Paha - zachód
- Hrabstwo Gregory (Dakota Południowa) - północny zachód